# Luc Ferrari
Luc Ferrari, rođen kao Lucien Ferrari (Pariz, 9. veljače 1929. – Arezzo, 22. kolovoza 2005.), francuski je skladatelj talijanskoga podrijetla i pionir u konkretnoj glazbi i elektroakustičkoj glazbi.

## Životopis
Luc Ferrari rodio se u Parizu 9. veljače 1929. godine. Od rane dobi bavio se glazbom. Sviranju klavira podučavao ga je Alfred Cortot, učitelj glazbene analize bio mu je Olivier Messiaen, a skladanju ga je podučio Arthur Honegger. Njegova prva djela bila su slobodnog atonaliteta. Zbog tuberkuloze u mladosti bio je prisiljen prekinuti pijanističku karijeru. Od tada se uglavnom koncentrirao na skladanje. Tijekom bolovanja počeo se služiti radioprijamnikom i preko njega upoznao se s pionirima poput Schönberga, Berga i Weberna.
Godine 1954. otputovao je u Sjedinjene Američke Države kao bi upoznao Edgarda Varèsea, čije ga je djelo Déserts koje je prethodno čuo na radiju impresiralo. To djelo veoma je utjecalo na njega, a dio s vrpcom Ferrariju je poslužio kao nadahnuće za korištenje magnetske trake. Godine 1958. osnovao je Groupe de Recherches Musicales s Schaefferom i Mâcheom. Ferrari je podučavao u institucijama diljem svijeta i radio je za film, kazalište i radio. Do rane 1960. počeo je raditi na Hétérozygoteu, djelu za magnetsku traku koje se služi ambijentalnim zvukovima iz prirode kako bi nagovijestila dramsku narativu. Upotreba ambijentalnih snimki zvuka kasnije je postala upečatljiva karakteristika Ferrarijeva glazbenog jezika.
Njegovo djelo Presque rien No. 1 'Le Lever du jour au bord de la mer iz 1970. godine smatra se klasikom te vrste. U njemu je Ferrari upotrijebio jednodnevnu snimku zvukova iz prirode s jedne jugoslavenske plaže, uredio ju i tako stvorio djelo koje traje svega dvadeset i jednu minutu. Na djelo se gleda kao na potvrdu Cageove ideje da se glazba stalno nalazi oko nas i da bismo to mogli shvatiti samo kada bi zastali i poslušali. Ferrari je nastavio skladati isključivo instrumentalnu glazbu i djela za vrpcu. Također je napravio veći broj dokumentarnih filmova o skladateljima suvremene klasične glazbe u probi, među kojima su Olivier Messiaen i Karlheinz Stockhausen.
Umro je u Arezzu 22. kolovoza 2005. godine u 76. godini života.

## Diskografija
- Acousmatrix

Petite symphonie intuitive pour un paysage de printemps (1973. – 1974.)
Strathoven (1985.)
Presque rien avec filles (1989.)
Hétérozygote (1963. – 1964.)
BVHAAST 9009 Acousmatrix 3 – 1990
- Unheimlich schön

Unheimlich schön (1971.)
Coll. Cinéma pour l'oreille
Metamkine MKCD008 1993
- L'Escalier des aveugles

Patajaslotcha (1984.)
L'Escalier des aveugles (1991.)
Xavier Legasa  / Donatienne Michel-Dansac / Michel Musseau (song)
Ensemble Le Banquet, Dir. Olivier Dejours
Ina-grm ina c 2008/Musidisc 201302 – 1993
- Presque rien

Music promenade (1964. – 1969.)
Presque rien No.1 – le lever du jour au bord de la mer (1967. – 1970.)
Presque rien No.2 – ainsi continue la nuit dans ma tête multiple (1977.)
Presque rien avec filles (1989.)
Ina-grm 245172  – 1995
- Piano-piano

Suite pour piano (1952.)
Antisonate (1953.)
Suite hétéroclite (1955.)
Visage I (1956.)
Fragments du journal intime (1980. – 1982.)
Comme une fantaisie dite des réminiscences (1989. – 1991.)
Christine Lagniel / Michel Maurer (Piano)
Auvidis Montaigne MO 782110 – 1997
- Cellule 75

Cellule 75 (1975.)
Place des Abbesses (1977.)
Chris Brown (Piano), William Winant (Perc.)
Tzadik USA – TZ 7033 – 1997
- Interrupteur / Tautologos III

Interrupteur (1967.)
Tautologos III (1970.)
Ensemble de musique vontemporaine de Paris, Dir. Konstantin Simonovitch
Blue Chopsticks USA BC1, distrib. France : Chronowax – 1999
- Chansons pour le corps – Et si tout entière maintenant

Chansons pour le corps
Elise Caron (Song), Carol Mundinger / Sylvain Frydman (Clar.), Christine Lagniel (Perc.), Michel Maurer (Piano.), Michel Musseau (Synthesizer)
Et si tout entière maintenant (1986. – 1987.)
Symphonic story. (Prix Italia 1987) – Text by Colette Fellous
Anne Sée (Voice), Nouvel Orchestre Philharmonique, Dir. Yves Prin.
Mode Records USA MODE 81 – 1999
- Danses Organiques cinéma pour l'oreille

Danses organiques (1971. – 1973.)
Elica mpo-3340 – 1999
vinyle LP Elica 4VL 3704 – 2003
- Far-West news

Far-West news episode No.1 (1998. – 1999.)
Histoire du plaisir et de la désolation (1979. – 1981.)
Nouvel orchestre de France, Dir. Michael Luig.
Signature, France ASIN : B00005Q4KU – distribution Harmonia Mundi – 1999
- Cycle des souvenirs  – Exploitation des concepts No.2

Cycle des souvenirs  – Exploitation des concepts No.2 (1995. – 2000.)
Blue Chopsticks USA BC8, distrib. France : Chronowax – 2002
- Tautologos and other early electronic works

Étude aux accidents (1958.)
Étude aux sons tendus (1958.)
Visage V (1958/59)
Tête et queue du dragon (1959. – 1960.)
Tautologos I (1961.)
Tautologos II (1961.)
Und so weiter for piano and tape (1965. – 1966.)
(works from 1959 to 1966) EMF and GRM
Gérard Frémy (piano)
EMF CD 037 – 2003
- Comedia dell'amore 224 (1992.)

Performers and composers : Jean-Jacques Birgé, Francis Gorgé, Bernard Vitet and Luc Ferrari
Un Drame musical instantané "Opération Blow up"  GRRR 2020 – distrib. France : Orkhêstra / Les Allumés du Jazz – 1992
- Impro-micro-acoustique (2001.)

Performers and composers : Noël Akchoté, Roland Auzet and Luc Ferrari
Blue Chopsticks, USA BC12 –  distrib. France : Chronowax  – 2004
- Collection

Collection de petites pièces ou 36 Enfilades pour piano et magnétophone (1985.)
Jeu du hasard et de la détermination (1999.)
Michel Maurer (Piano.), Françoise Rivalland (Perc.).
Les empreintes digitales, France – distribution Abeille Musique (Nocturne) ED13171 – 2004
- Les Anecdotiques

Les Anecdotiques – Exploitation des Concepts No.6 (2002.)
SUB ROSA SR 207 – 2004
Grand Prix 2005 Charles Cros in Memoriam
- Archives sauvées des eaux

Archives sauvées des eaux – Exploitation des concepts No.1 (2000.)
Version for plastic, Milan 2004. By Luc Ferrari and Erikm
Angle Records, Italie CD 0008 – 2004
Grand Prix 2005 Charles Cros in memoriam
- Son mémorisé

Presque Rien No.4 (1990. – 1998.)
Promenade symphonique dans un paysage musical ou Un jour de fête à El Oued en 1976 : (1976. – 1978.)
Saliceburry cocktail (2002.)
Sub Rosa, SR252 – 2006
- Far-West news episodes 2 and 3

Far-West news episodes 2 (svibanj 1999.)
Far-West news episodes 3 (lipanj 1999.)
Blue Chopsticks BC16 CD September 2006
- Et tournent les sons

Et tournent les Sons dans la Garrigue – Réflexion sur l'écriture No.1 (1977.)
Archives sauvées des eaux – Exploitation des concepts No.3 (2000.)
By the Ensemble Laborintus and Erikm
Césaré 06/03/4/2/1 France septembre 2006. Distr. Metamkine
- Les ProtoRythmiques

Les ProtoRythmiques (2007.)
EriKm (Luc Ferrari) and Thomas Lehn
Room40 RM417/ May 2007
- Didascalies

Rencontres fortuites (2003.) for viola, piano and memorized sounds.
Didascalies (2004.) for viola and piano
Tautologos III  (1969.)
By Vincent Royer and Jean-Philippe Collard-Neven
Luc Ferrari facing his tautology – 2 days before the end,
a film by Guy Marc Hinant and Dominique Lohlé
Sub Rosa SR261 luc ferrari "didascalies" / cd+ dvd   / May 2007
- Sonopsys

Passage pour mimes (1959.)
J'ai été coupé (1960. – 1969.)
Selbstportrait oder Peinture de sons ou bien Tonmalerei (1996. – 1997.)
Sonopsys 4 – Cahiers musique concrète/acousmatique. May 2007
- in OHM: The Early Gurus of Electronic Music / 1943 – 1980

Ellipsis arts......  EA500-4 USA
- in Asia – Trio d'argent

Madame de Shanghaï (1996.)
Michel Boizot / François Daudin Clavaud / Xavier Saint-Bonnet (Flutes)
Musique d'Aujourd'hui 9701 MDA M7 847 – 1997
- in  An anthology of noise & electronic music / vol. #2

Visage V (1958. – 1959.)
Sub Rosa SR200 – 2003
- in Early modulations : vintage volts

Tête et queue du dragon  (1959. – 1960.)
Caipirinha CP219 USA – 2000
- in Archives GRM – CD 2/5

Étude aux sons tendus (1958.)
Étude floue  (1958.)
Étude aux accidents (1958.)
Ina c 1032(2004) ADD – 750 – 276522
- Chantal, or the portrait of a villager (1977. – 1978.)

stereo tape.
in collaboration with Brunhild Meyer.
Digital on-line edition 2008
Room 40
- Archives Génétiquement Modifiées  (2000.) – mémorized sound
- Société II (1967.)

for four soloists and sixteen instruments (flute, oboe, clarinet, bassoon, horn, trumpet, trombone, 4 violins, 2 violas, 2 violoncellos, 1 contrabass. Soloists: 1 piano, 3 percussions.) recording from 1968 by the EIMCP dir. Konstantin Simonovich.
Robot Records, USA
- À la recherche du rythme perdu

for piano and memorized sound. by Wilhem Latchoumia
In Wilhem Latchoumia – piano & electronic sounds
Sisyphe 013
- Madame de Shanghaï (1996.)

for 3 flutes and memorized sound
In Manuel Zurria repeat !
Die Schachtel, Zeit C01
- Archives sauvées des eaux – Luc Ferrari with Otomo Yoshihide.

Bonus-track (CD extra) for the first 2000 copies : « Slow landing » Luc Ferrari with Otomo Yoshihide, Camera: Miyaoka Hideyuki and Nishihara Tazz Miyaoka
Disc Callithump CPCD-001
- Labyrinthe de violence

Danse
LP Alga Marghen
Disque vinyle PLANA-F alga027 – 2009
- Sexolidad (1982. – 1983.)
- Dialogue Ordinaire avec la Machine (1984.)

Elica mpo-4301 – 2009
- INA-GRM Box (2009.)

in partnership with La muse en circuit,
contains 10 CD Luc Ferrari’s works for memorized sound as well as film music.
- Chantal (2009.)

stereo tape (1977. – 1978.)
in collaboration with Brunhild Meyer.
Ohm/Avatar – ohm 051
- DIDASCALIES 2 ou Trois personnages en quête de notes (2005.)

For two pianos and a third very strong instrument capable to uphold a very strong note.
Claude Berset and Jean-Philippe Collard-Neven, piano – Vincent Royer, viola
Recorded at La Chaux-de-Fonds, Switzerland
Vinyl disc Sub rosa SRV 305- April 2010
- TRANQUILLES IMPATIENCES (2010.)

by Brunhild Ferrari recomposing tapes from Luc Ferrari called "Exercices d'Improvisation”
vinyle disc ALGA MARGHEN – 2010 – plana-MF alga028
- EPHÉMÈRE I & II (1974.)

for tape and undetermined instrumentation
éphémère I – L'ordinateur ça sert à quoi ?  Nov ; 1974
éphémère II – Lyon 75 Nov. 1975
ALGA MARGHEN plana f. 33 NMN 081  – 2010
- EXERCICES D'IMPROVISATION (1977.)

Suite of exercices (5 to 7 min. each) – can be individual or collective improvisation for any instrument or instrument group (maximum 8). They are intended for amateurs, professionals or students and may take place in concerts.
By Gol and Brunhild Ferrari
Vinyl disc ALGA MARGHEN planam 5 (it) – 2010
- PIANO & PERCUSSION WORKS

Satoko Inoue piano & Toshiyuki Matsukura percussion
CONVERSATION INTIME (listopad 1987. – ožujak 1988.) 19:33
for piano and percussion
VISAGE I (1956.) 7:21 for piano
SONATINE ELYB POUR PIANO (1953. – 1954.)  – 7 :44 for piano
CELLULE 75 – FORCE DU RYTHME ET CADENCE FORCEE (svibanj – studeni 1975.) 32:45
for piano, percussions and tape
Recorded in 2004 – Hat(now)ART 165 – Jan. 2011  – harmonia mundi
- LUC FERRARI " Madame de Shanghai " – " Après Presque Rien " – " Visage 2 "

VISAGE 2 (1955. – 1956.) – 10'02
APRES PRESQUE RIEN (2004.) – 31'47 (commissioned by Art Zoyd, Musiques Nouvelles and CCMIX)
MADAME DE SHANGHAI (1996.) – 15'22
By the Scottish Flute Trio and Ensemble Musiques Nouvelles, cond. Jean-Paul Dessy
Mode 228 – Feb. 2011
- VISITATION  (1. travanj 2011.) – 25'23

eRikm & Luc Ferrari – The night bird, Cap 15 and night bird, Tuchan, in Presque Rien N0 2
Vinyle disc Alga Marghen Planam 18 (it) – 2011
- Souvenir, Souvenir

SUITE' (1952.)
SUITE HÉTÉROCLITE
SONATINE ELYB
VISAGE I
COLLECTION DE PETITES PIÈCES OU 36 ENFILADES POUR PIANO ET MAGNÉTOPHONE
piano : Elmar Schrammel – WERGO 67372
- JETZT ou PROBABLEMENT MON QUOTIDIEN IL EST LA, DANS LA CONFUSION DES LIEUX ET DES MOMENTS – Hörspiel 1982 – 1 h. 45'

Radio composition for Hessischer Rundfunk.	.
Ferrari (r)écouté
new compositions with sound material of Ferrari's JETZT tapes from:
Tiziana Bertoncini – Antje Vowinckel – Frank Niehusmann – David Fenech – Neele Hülcker
COMPOSER LA RADIO – DAS RADIO KOMPONIEREN
excerps from a radio conférence with Luc Ferrari (2000.)
produced by ZKM, Karlsruhe and WERGO. – WERGO ZKM milestones 2066.2 – 2011
- PROGRAMME COMMUN  Luc + Brunhild Ferrari

Double CD
Luc Ferrari:
MUSIQUE SOCIALISTE, or PROGRAMME COMMUN POUR CLAVECIN ET BANDE MAGNETIQUE'  – (1972.)
harpsichord: Elisabeth Chojnacka
DIDASCALIES 2 – (2005.)
for 2 pianos and a third very powerful instrument that can hold a very loud note :  viola
Jean-Philippe Collard-Neven et Claude Berset : piano. Vincent Royer : viola
LES EMOIS D’APHRODITE – (1986.) Version 1998
for clarinet, piano, percussion, 2 samplers and memorized sound
by the ensemble MC BAND, dir. Mary Chun, San Francisco
Brunhild Ferrari  –  electroacoustic, with sounds from Luc Ferrari :
DERIVATIF – (2008.)
BRUMES DU REVEIL –  (2009.)
TRANQUILLES IMPATIENCES – (2010.)
Sub Rosa SR363 AB  – www.SUBROSA.NET
- LUC FERRARI « PRESQUE RIEN »

double vinyl discs
PRESQUE RIEN No.1
PRESQUE RIEN No. 2
PRESQUE RIEN AVEC FILLES
PRESQUE RIEN No. 4 – La remontée du Village
Recollectio GRM 2012 – REGRM 005 et éditions MEGO – INA GRM
- L. FERRARI

UND SO WEITER for electric piano and tape
Gérard Frémy, Piano
MUSIC PROMENADE original mix
re-issue of the vinyl disc by WERGO from 1969 – WER 67752 – 2012

## CD i DVD objave
- Didascalies

Rencontres Fortuites (2003.) pour alto, piano et SM.
Didascalies (2004.) pour alto et piano
Tautologos 3 (1969.)
by Vincent Royer, viola and Jean-Philippe Collard-Neven, piano
+ DVD
Luc Ferrari face à sa tautologie – 2 jours avant la fin
Film by Guy-Marc Hinant and Dominique Lohlé
French version, with English sub-titles, recorded while the rehearsal of Tautologos III.
"that would be Luc’s last one in this beginning of July 2005.
Sub Rosa SR261 luc ferrari "didascalies" / cd+ dvd   / mai 2007
This Box was rewarded with the « Coup de Coeur Charles Cros – musique contemporaine printemps 2008 » and the Grand Prix from the festival "Filmer à tout prix", Brussels in 2008
- Presque rien avec Luc Ferrari

Film by Jacqueline Caux and Olivier Pascal – with Elise Caron – eRikm – Christof  	Schläger.  2004.
ELICA VPO-4290
Robot Records 2008
Forced Exposure; Métamkine, Fr.; Die Schachtel, It.; Mimaroglu Music Sales; 	Die Stadt, Germ.; A-Musik, Cologne, Germ.; Empreintes Digitales, Montreal 	Can.; Disk Union, Tokyo, Jap.
- Les Archives sauvées des Eaux

Luc Ferrari with Otomo Yoshihide.
« Slow Landing » Luc Ferrari with Otomo Yoshihide, Camera: Miyaoka Hideyuki and Nishihara Tazz Miyaoka
Disc Callithump CPCD-001

## Nedavno izdane knjige
- Collective book, edited by Brunhild Ferrari : Luc Ferrari complete works, London May 2019, 457 p. (ISBN 9781787601536)[1]). Published par Ecstatic peace library (UK).
- Presque Rien avec Luc Ferrari

book by Jacqueline Caux. Discussion with Luc Ferrari.
Editions Main d’œuvre, Nice – January 2001
translation into Japanese by Ryosuke Shiina (Tokyo, 2006.)
Luc Ferrari to hotondo nanimo nai.
Editions Gendaishichô-shinsha (2006.), Tokyo, Japan.
translation into English by Jérôme Hansen.
Almost Nothing with Luc Ferrari. Editions Errant Bodies (2013.)
- Sonopsys No. 4 Luc Ferrari

Cahiers Musique Concrète / Acousmatique, published by Licences (French – English) – 2007
by Alexandre Yterce and Florence Gonot
- Luc Ferrari Portraits Polychromes

supplemented edition by GRM / INA – 2007 – grm@ina.fr
- The Politics of Presque Rien by Eric Drott

in Sound Commitments (Oxford University Press, 2009).
P. 145-166. Pdf to download on the website on “bibliography” 2009 page 9
- Luc Ferrari in: In the Blink of an Ear:

Toward a Non-Cochlear Sonic Art
by Seth Kim- Cohen. (Continuum, 2009). "Sound-Out-Of-Itself" p. 175-185.
Pdf to download on the website on “bibliography” 2009 page 9
- Luc Ferrari in : Silence, les couleurs du prisme & la mécanique du temps qui passe. Les Presque Rien – Et Tournent les sons Dans la Garrique by Daniel Caux

Editions de l’Eclat, Paris. Pages 333–337 (2009.)
- Syntone News and Critique of the Radio-Art

the Radio of Luc (and his listeners)
Chantal Dumas – François Parra – Irvic Oliver – José Iges – Götz Naleppa – Lucien Bertolina.
Contributions collected and conducted by Etienne Noiseau. Edited by Etienne Noiseau
- The Bells Angels No. 2

Magazine TBA No 2 July 2010-07-03 containing the score of
Monologos (for solo voice and électroacoustic device) – 1970 – as well as
Concepts (3 excerpts of Jacqueline Caux’ book: Presque Rien avec Luc Ferrari
éditions nuitdencre galerie 64 rue jean-pierre timbaud – 75011 paris
- The Bells Angels

Magazine TBA No 3 – 2011
10 photoengraving-works by Luc Ferrari

## Vanjske poveznice
- Službena web stranica
- Paristransatlantic.com: Intervju s Luc Ferrarijem, Dan Warburton, 22. srpnja 1998.
- Otherminds.org: Luc Ferrari
- Online glazbena recenzija La Folia ima recenzijske članke o Ferrariju: "Presque Fin": Ferrari Almost Final i Luc Ferrari, Head and Tail